# Oceania Sevens Femenino 2008
El Oceania Sevens Femenino de 2008 fue la segunda edición del torneo de rugby 7 femenino de Oceanía. El torneo entregó dos plazas para la Copa del Mundo de Rugby 7 de 2009.
Se disputó del 25 al 26 de julio en Apia, Samoa.

## Fase de grupos
| Equipo        | Encuentros | Encuentros | Encuentros | Encuentros | Tantos  | Tantos    | Tantos     | Puntos |
| Equipo        | jugados    | ganados    | empatados  | perdidos   | a favor | en contra | diferencia | Puntos |
| ------------- | ---------- | ---------- | ---------- | ---------- | ------- | --------- | ---------- | ------ |
| Australia     | 4          | 4          | 0          | 0          | 141     | 12        | +129       | 12     |
| Nueva Zelanda | 4          | 3          | 0          | 1          | 124     | 25        | +99        | 10     |
| Fiyi          | 4          | 2          | 0          | 2          | 89      | 64        | +25        | 8      |
| Samoa         | 4          | 1          | 0          | 3          | 60      | 92        | –32        | 6      |
| Niue          | 4          | 0          | 0          | 4          | 0       | 221       | –221       | 4      |

## Fase Final

### Semifinales
| 26 de julio | Australia | 29 - 0 | Samoa |  |  |

| 26 de julio | Nueva Zelanda | 35 - 10 | Fiyi |  |  |

### Tercer puesto
| 26 de julio | Fiyi | 24 - 7 | Samoa |  |  |

### Final
| 26 de julio | Australia | 22 - 15 | Nueva Zelanda |  |  |

| Bandera de Australia |
| Campeón Australia    |
| 1.er título          |